# ソマーノ
ソマーノ（伊: Somano）は、イタリア共和国ピエモンテ州クーネオ県にある、人口約300人の基礎自治体（コムーネ）。

## 地理

### 位置・広がり
| 隣接するコムーネは以下の通り。 - ボンヴィチーノ - ボッソラスコ - ドリアーニ |

#### 地震分類
イタリアの地震リスク階級 (it) では、4 に分類される
。

## 行政

### 分離集落
ソマーノには、以下の分離集落（フラツィオーネ）がある。
- Albere, Altavilla, Costalunga, Curine, Fossati, Garombo, Manzoni, Peisino, Ruatalunga, Sant'Antonio